# Communauté de communes du Nogentais
La communauté de communes du Nogentais est une communauté de communes française, située dans le département de l'Aube et la région Grand Est

## Historique
La communauté de communes du Nogentais a été créée le 1er janvier 2007.

## Composition
La communauté de communes est composée des 23 communes suivantes :

| Nom                       | Code Insee | Gentilé           | Superficie (km2) | Population (dernière pop. légale) | Densité (hab./km2) |
| ------------------------- | ---------- | ----------------- | ---------------- | --------------------------------- | ------------------ |
| Nogent-sur-Seine (siège)  | 10268      | Nogentais         | 20,08            | 5 673 (2022)                      | 283                |
| Barbuise                  | 10031      | Barbisiens        | 18,09            | 447 (2022)                        | 25                 |
| Bouy-sur-Orvin            | 10057      |                   | 6,7              | 54 (2022)                         | 8,1                |
| Courceroy                 | 10106      | Courceroyaux      | 6,69             | 147 (2022)                        | 22                 |
| Ferreux-Quincey           | 10148      | Ferrillons        | 15,32            | 405 (2022)                        | 26                 |
| Fontaine-Mâcon            | 10153      | Mâconais          | 16,01            | 618 (2022)                        | 39                 |
| Fontenay-de-Bossery       | 10154      | Baussery-Montains | 8,4              | 70 (2022)                         | 8,3                |
| Gumery                    | 10169      | Guméryaux         | 10,92            | 220 (2022)                        | 20                 |
| La Louptière-Thénard      | 10208      | Louptérois        | 13,68            | 300 (2022)                        | 22                 |
| Marnay-sur-Seine          | 10225      | Marnois           | 10,1             | 235 (2022)                        | 23                 |
| Le Mériot                 | 10231      | Mériotins         | 12,6             | 617 (2022)                        | 49                 |
| Montpothier               | 10254      |                   | 7,72             | 329 (2022)                        | 43                 |
| La Motte-Tilly            | 10259      | Mottois           | 11,59            | 369 (2022)                        | 32                 |
| Périgny-la-Rose           | 10284      | Pérignons         | 6,86             | 160 (2022)                        | 23                 |
| Plessis-Barbuise          | 10291      | Plessiers         | 5,5              | 183 (2022)                        | 33                 |
| Pont-sur-Seine            | 10298      | Pontois           | 16,15            | 1 117 (2022)                      | 69                 |
| Saint-Aubin               | 10334      | Saint-Aubinois    | 17,76            | 591 (2022)                        | 33                 |
| Saint-Nicolas-la-Chapelle | 10355      | Colatains         | 11,54            | 75 (2022)                         | 6,5                |
| La Saulsotte              | 10367      | Saultiers         | 18,93            | 681 (2022)                        | 36                 |
| Soligny-les-Étangs        | 10370      | Solinois          | 15,94            | 259 (2022)                        | 16                 |
| Traînel                   | 10382      | Trannois          | 19,99            | 1 064 (2022)                      | 53                 |
| Villenauxe-la-Grande      | 10420      | Villenauxois      | 18,05            | 2 604 (2022)                      | 144                |
| La Villeneuve-au-Châtelot | 10421      | Villeneuviers     | 6,17             | 148 (2022)                        | 24                 |

## Organisation

### Liste des présidents
Le président de la communauté de communes est élu par le conseil communautaire. 
| Période | Période  | Identité         | Étiquette | Qualité                                                                                                   |
| ------- | -------- | ---------------- | --------- | --- |
| ?       | 2014     | Gérard Ancelin   | DVD       | Maire de Nogent-sur-Seine (1989-2014) Conseiller général (1992-2015) Conseiller départemental depuis 2015 |
| 2014    | En cours | Christian Triché | PS        | Maire de La Louptière-Thénard                                                                             |

### Siège
Hôtel de Ville de Nogent-sur-Seine, 27 Grande rue Saint Laurent, 10400 Nogent-sur-Seine.

## Compétences
- Collecte des déchets des ménages et déchets assimilés
- Traitement des déchets des ménages et déchets assimilés
- Création, aménagement, entretien et gestion de zone d'activités industrielle, commerciale, tertiaire, artisanale ou touristique
- Action de développement économique (Soutien des activités industrielles, commerciales ou de l'emploi, soutien des activités agricoles et forestières...)
- Création et réalisation de zone d'aménagement concerté (ZAC)
- Constitution de réserves foncières
- Opération programmée d'amélioration de l'habitat (OPAH)
- Préfiguration et fonctionnement des Pays
- Autres

## Environnement

### Énergie
Dans le cadre du SRADDET du Grand Est, ATMO Grand Est tient à jour les statistiques énergétiques de tous les EPCI régionaux. Aussi pouvons-nous représenter l’énergie finale consommée sur le territoire annuellement par secteur, ou par source, pour l’année 2017. Cette énergie finale annuelle correspond à 74,2 MWh par habitant.
| -                 | GWh par an |
| ----------------- | ---------- |
| Industrie         | 738        |
| Résidentiel       | 166        |
| Tertiaire         | 203        |
| Transport routier | 108        |
| Autres transports | 13         |

| -                                    | GWh par an |
| ------------------------------------ | ---------- |
| Électricité                          | 341        |
| Gaz naturel et produits pétroliers   | 797        |
| Bois-énergie                         | 35         |
| Autres EnR (PAC, solaire thermique…) | 81         |

La production d’énergie renouvelable (EnR) du territoire apparaît dans le tableau suivant, toujours pour l’année 2017 :
| -                     | GWh par an |
| --------------------- | ---------- |
| Éolien                | 107        |
| Agrocarburants        | 2 577      |
| Bois-énergie          | 41         |
| Pompe à chaleur (PAC) | 9          |
| Photovoltaïque        | 2          |
| Biogaz                | 32         |

Une électricité non renouvelable est produite à hauteur de 18,9 TWh/an. La chaleur fatale correspond approximativement au double de cette valeur et n’alimente aucun réseau de chaleur. D'aucuns voudraient voir cette chaleur utilisée en Île-de-France,.